# 謝韋爾斯克
謝韋爾斯克（羅馬化：Seversk）是俄羅斯托木斯克州東南部的一個城市，位於州府托木斯克西北15公里的托木河畔。截至2013年，人口約為10萬人。
1949年建立，稱為第五郵政，1954年改名為托木斯克-7，1956年設市。1992年撤銷保密行政區地位，但進城仍然需要檢查訪問證件。當地有提煉鈾和鈈的設備。

## 歷史

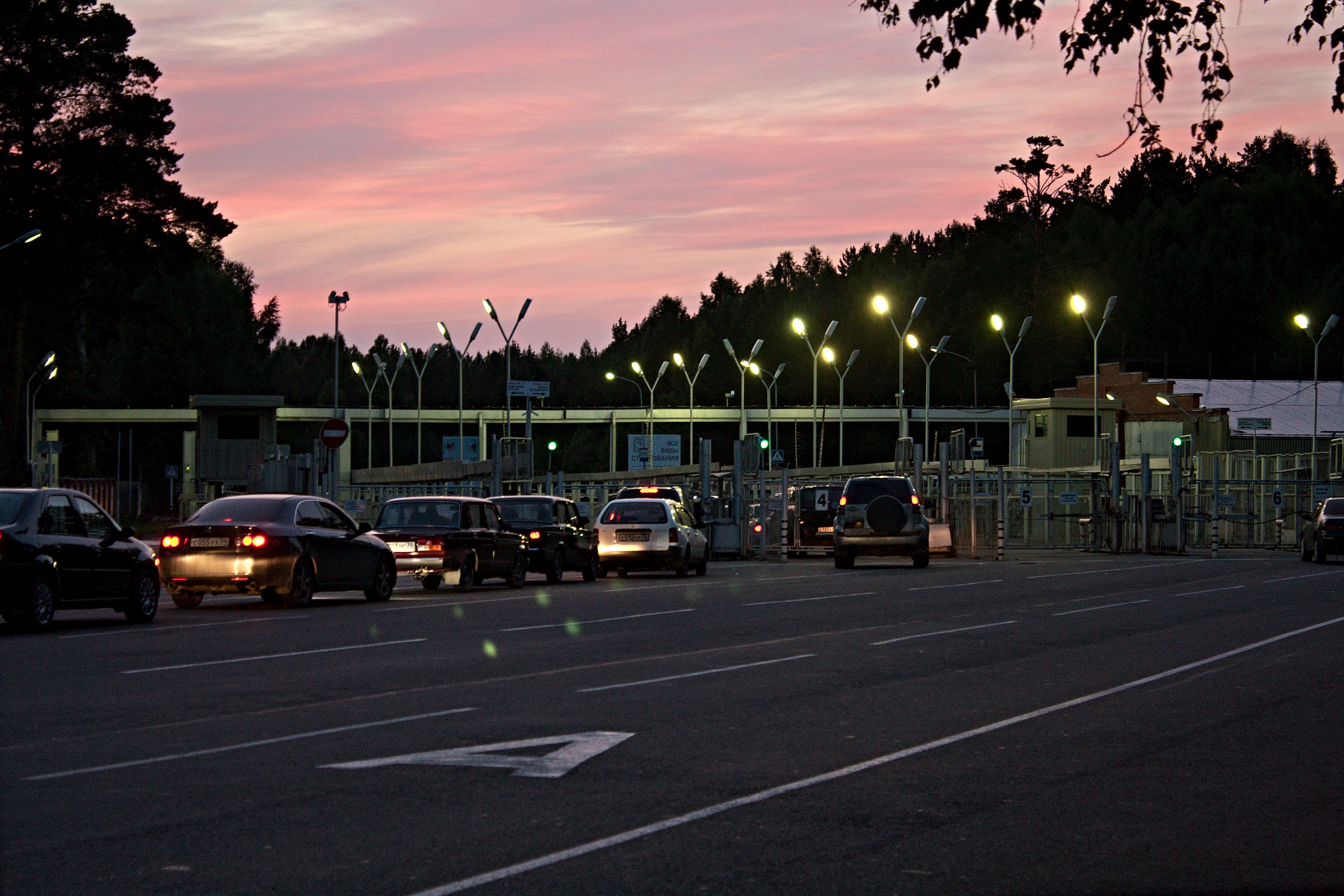
中央入口檢查站

1949年，蘇聯政府決定在托木斯克附近建設核工業設施，主要生產濃縮鈾和鈽。此工業園區最初被稱為「扎烏拉利耶主產建設局」（Зауральская контора Главпромстроя）或第816號工廠。1953年，西伯利亞化學聯合企業的同位素分離廠生產出了當地首批鈾產品。1954年，這個聚居地被正式命名為謝韋爾斯克，但為了保密，官方文件仍多以「托木斯克-7」稱呼。當地居民也常以「第五郵政」（5-й Почтовый）或「郵政城」（Почтовый）來稱呼這座城市，因為此城在化工廠建設時的代號就是「郵政信箱第5號」（Почтовый ящик № 5）。
謝韋爾斯克曾為蘇聯的秘密城市，直至1992年，時任總統鮑里斯·葉利欽簽署法令，允許此類城市恢復其歷史名稱。在此之前，該市並未標註於官方地圖上。按照蘇聯對於設有秘密設施城市的慣例，前述所稱之「托木斯克-7」（以及早期的「第五郵政」）僅是郵遞區號，用以表示此地臨近托木斯克市。
長期以來，謝韋爾斯克居民進出城市均受嚴格限制。居民離開城市時，須於檢查站繳回專用通行證，且不得透露其工作單位或居住地點。1987年後，因大量居民在托木斯克工作或就學，部分限制措施得以放寬。
1993年，謝韋爾斯克曾發生一起核事故，造成近兩千人受到放射性污染，此事被列為國際核事件分級表中的4級事故。
目前，該市對非居民仍維持封閉狀態，全市共設有六處檢查站，訪客須出示有效入城文件。經相關機構或直系親屬提出申請，並獲主管部門批准者，方可獲准進入；2007年5月前，訪客需至托木斯克的專責辦公室申請。但目前，訪客可於主檢查站辦理入城通行證，沒有嚴格的出入管制。
截至2013年，謝韋爾斯克人口約為10萬人，市區內有俄羅斯規模最大的列寧雕像之一。

## 外部連結
- （英文） （俄文） 官方網頁（页面存档备份，存于）